# Ian Kitwanga
Pas d'image ? Cliquez ici

a Compétitions nationales et continentales officielles uniquement.

Dernière mise à jour le 18 mars 2025.
Ian Kitwanga, né le 21 février 1999 au Congo, est un joueur congolais de rugby à XV, évoluant aux postes de troisième ligne aile ou de deuxième ligne. Il joue avec le Soyaux Angoulême XV en Pro D2 depuis 2022.

## Biographie
Ian Kitwanga est né en république démocratique du Congo, mais émigre en Afrique du Sud avec sa famille à l'âge de neuf ans. Il pratique d'abord le football et le basket-ball, avant de se mettre au rugby lorsqu'il commence sa scolarité au Parkland College dans la banlieue du Cap.
Il rejoint en 2015 l'académie de la Western Province, et dispute la Craven Week avec l'équipe des moins de 16 ans,. En 2018, il est élu meilleur joueur de la région dans la catégorie des moins de 19 ans. L'année suivante, il est remplaçant lors de la finale de la Currie Cup U21 que son équipe perd contre les Blue Bulls,.
Il fait également partie de la SA Rugby Academy en 2018 et 2019, dans les catégories des moins de 18 ans, puis de 19 ans. Ce programme national regroupe les trente meilleurs joueurs du pays pour chaque catégorie d'âge, afin de leur faire bénéficier des meilleurs entraineurs et infrastructures.
En 2019, il échoue à obtenir la nationalité sud-africaine ; ne possédant qu'un passeport congolais, et décide de quitter le pays,. Il rejoint alors le club français de l'Union Bordeaux Bègles, avec qui il évolue dans un premier temps en espoir. En décembre 2019, il est promu en équipe senior en tant que remplaçant pour un déplacement à Agen en Challenge européen, où il dispute ses premières minutes en professionnel.
En 2020, bien que toujours considéré comme un espoir, il est appelé en s'entrainer régulièrement avec l'effectif senior. Il joue son premier match en Top 14 le 28 novembre 2020 contre Montpellier. Remplaçant, il entre en jeu en seconde mi-temps, et inscrit son premier essai sept minutes après son entrée. Il s'agit de l'unique match que joue Kitwanga avec Bordeaux en Top 14, puisqu'il n'est pas utilisé à nouveau lors de cette saison et la suivante. Il n'est pas conservé par le club bordelais au terme de la saison 2021-2022.
Dans la foulée de son départ de Bordeaux, il s'engage avec le club de Soyaux Angoulême, récemment promu en Pro D2, pour un contrat deux saisons,. Il joue quinze matchs, dont six titularisations lors de sa première saison,. En mai 2024, il prolonge son contrat avec le SA XV jusqu'en 2026.

## Palmarès
Néant